# Anne-Gaëlle Daval
Anne-Gaëlle Daval, née le 7 juillet 1975, est une réalisatrice, scénariste et costumière française.
Elle est notamment connue en tant que réalisatrice du film De plus belle, sorti en 2017, et pour avoir été la costumière en chef de la sérié télévisée Kaamelott et du court-métrage Dies iræ. 

## Vie privée
Elle a été la compagne du comédien et réalisateur Alexandre Astier, avec qui elle a eu cinq enfants : Jeanne (née le 16 décembre 1999), Ariane (née le 15 décembre 2000), Neil (né le 7 août 2003), Ethan (né le 11 août 2006), puis James (né le 21 février 2013).

## Filmographie

### Réalisatrice
- 2017 : De plus belle (Premier long-métrage)
- 2013 : Réveillon (Court-Métrage)

### Actrice
- 2009 : Kaamelott : La dame du Feu (épisode 2 du Livre VI)

### Costumière
- 2005-2009 : Kaamelott
- 2005 : Panorama (Court-métrage)
- 2003 : Belle Grand-mère 2 de Marion Sarraut (Téléfilm)
- 2001 : Oui, mais...
- 2001 : Soyons sport (Court-métrage)